# Franz Golobic
Franz Golobic (* 7. April 1922 in Wien; † 20. Juli 2010) war ein österreichischer Fußballspieler und dreimaliger Nationalspieler.

## Karriere

### Vereine
Golobic gehörte im Seniorenbereich zunächst dem FC Wien von 1940 bis 1944 an. In der Sportbereichsklasse 17 (ab 1941 Sportbereichsklasse Donau-Alpenland), in einer von zunächst 16, später auf 23 aufgestockten Gauligen zur Zeit des Nationalsozialismus als einheitlich höchste Spielklasse im Deutschen Reich, bestritt er 26 Spiele, in denen er fünf Tore erzielte. Sein erstes von 16 Saisonspielen bestritt er zum Saisonstart am 1. September 1940 beim 3:1-Sieg im Auswärtsspiel gegen den First Vienna FC. In der Folgesaison verhalf er seiner Mannschaft mit fünf Toren in acht Spielen zum zweiten Platz; seine Tore erzielte er in seinen ersten vier Spielen (10. bis 13. Spieltag). In dieser bestritt er auch mit seinem Einsatz in der 2. und 3. Runde der Gau-regionalen Vor-Qualifikation für die überregionale Endrunde des Tschammerpokals auch zwei Spiele (2:1 n. V. gegen den MSV Brünn am 17. Mai und 0:1 n. V. gegen den Wiener AC am 6. Juni).
Nach dem Ende des Zweiten Weltkriegs und der Aufnahme des Spielbetriebs ab der Saison 1945/46 bestritt er weitere 21 Punktspiele für seinen Verein in der vom Wiener Fußball-Verband ausgetragenen Liga. Danach spielte er drei weitere Jahre in dieser Liga, jedoch für den SK Rapid Wien, ab der Saison 1949/50 bis zum Saisonende 1958/59 in der Staatsliga A. Während seiner Vereinszugehörigkeit bestritt er 249 Punktspiele, in denen er neun Tore erzielte. Des Weiteren wurde er in insgesamt neun nationalen Pokalspielen eingesetzt, wie auch in sechs Spielen im Wettbewerb um den Europapokal der Landesmeister, in denen er bei drei aufeinander folgenden Austragungen (1955/56 (2), 1956/57 (3) und 1957/58 (1)) ein Tor erzielte. Zuvor kam er in zwölf Spielen des Vorgängerwettbewerbs, dem im Jahr 1955 wiederbelebten Mitropapokals, zum Einsatz. Nur bei seiner ersten Teilnahme 1956 – der zweiten Austragung des Wettbewerbs – erreichte er mit seiner Mannschaft das Finale. Da dieses nach Hin- und Rückspiel gegen Vasas Budapest und dem Gesamtergebnis von 4:4 keinen Sieger hervorbrachte, wurde er auch im notwendig gewordenen Entscheidungsspiel eingesetzt, das mit 2:9 deutlich verloren wurde.

### Nationalmannschaft
Im Jahr vor der Weltmeisterschaft in der Schweiz bestritt Golobic drei Länderspiele für die Nationalmannschaft. Er debütierte als Nationalspieler am 11. Oktober 1953 im Wiener Praterstadion bei der 2:3-Niederlage im Freundschaftsspiel gegen die Nationalmannschaft Ungarns. Seine letzten beiden Länderspiele bestritt er in der WM-Qualifikationsgruppe 5 jeweils gegen die Nationalmannschaft Portugals, die bereits im Hinspiel am 27. September mit 1:9 unterlegen und im Rückspiel am 29. November in Oeiras nur zu einem torlosen Unentschieden gekommen war. Er wurde am Friedhof Mauer bestattet.

## Erfolge
- Mitropapokal-Finalist 1956
- Zentropacup-Sieger 1951 (ohne Einsatz)
- Österreichischer Meister 1948, 1951, 1952, 1954, 1956, 1957
- ÖFB-Cup-Finalist 1959 (ohne Finaleinsatz)